# レシュマ・シェティ
レシュマ・シェティ（Reshma Shetty, 1977年11月2日 - ）は、イギリス出身の女優である。

## 人物
マンチェスターにてヒンドゥー教徒のインド人の両親のもとに生まれ、のちにアメリカ合衆国バージニア州リッチモンドに移住 。
ジェームズ・マディソン大学で進学課程時代、歌唱試験に通ったのを機に学部を変更し、オペラの学士を修得して卒業した 。
2005年シンシナティ大学コンサーヴェトリー・オブ・ミュージック学部でオペラの学位を修得したのち、ケンタッキー大学で演劇学の音楽修士を修得した
2006年にミュージカル『ボンベイ・ドリームス』で主役を務め、オフ・ブロードウェイの『ラフタ・ラフタ』にも出演した 。
現在テレビドラマ『救命医ハンク セレブ診療ファイル』で医療助手ディヴィヤ・カダイ役を演じている。ドラマの撮影に合わせ現在ニューヨークに住んでいる。
2010年、これまで得た医療知識を生かして倒れた女性を救助した。
現在インドで発売されているダヴ・モイスチャーバーのイメージモデルを務めている。
2011年、『ボンベイ・ドリームス』で知り合ったディープ・カットデアと結婚。
2015年に第1子の女児を出産。

## 出演作品

### 映画
- アーミー・ロード

### テレビシリーズ
- 30 ROCK/サーティー・ロック シーズン2（2007）
- 救命医ハンク セレブ診療ファイル（ディヴィヤ・カダイ）（2009-2016）
- CSI:マイアミ ザ・ファイナル（ジェーン・カルデイコット）（2012）
- ピュア・ジーニアス ハイテク医療の革命児（2016-2017）
- ブラインドスポット タトゥーの女（2017-2018）
- シーラとプリンセス戦士（アンジェラ）（2018-2019）- 声の出演